# Danh sách nhà xuất bản manga
Đây là danh sách các nhà xuất bản manga tại các thị trường khác nhau trên toàn cầu.

## Tiếng Anh

### Hoạt động (kỹ thuật số và in xuất bản)
- Animate
- Antarctic Press
- Bento Books
- Blast Books
- BookLOUD Inc.
- Dark Horse Manga
- DH Publishing
- Digital Manga Publishing
- Drawn and Quarterly
- Dream manga
- Eros Comix
- Fantagraphics
- Fallen Manga Studios
- Gen Manga Entertainment
- GuiltPleasure
- HarperCollins
- Image Comics
- IDW Publishing
- Kitty Media
- Kodansha USA
- Last Gasp Publishing
- Madman Entertainment
- Marvel Comics
- NBM Publishing
- No Starch Press
- One Peace Books
- Ponent Mon
- Seishin Ink
- Seven Seas Entertainment
- Stone Bridge Press
- SuBLime
- The Right Stuf International
- Tokyopop
- Top Shelf Productions
- Udon Entertainment
- Vertical Inc
- VIZ Media
- Yaoi Press
- Yen Press
- Sevenneon(www.sevenneon.com)

### Hoạt động (chỉ gồm nội dung kỹ thuật số)
- 2D Market
- Amimaru
- comiXology
- Crunchyroll
- eigoMANGA
- Manga Box
- MangaMagazine.net
- Net Comics
- Otome's Way
- P2 Manga Publishing

### Không còn hoạt động
- ADV Manga
- ALC Publishing
- Aurora Publishing
- Bamboo Press
- Bandai Entertainment
- Broccoli Books
- Central Park Media
- Chuang Yi
- ComicsOne
- Creation Books
- DC Comics
- Del Rey Manga
- Deux
- Doujins Unlimited
- DramaQueen
- DrMaster
- Go! Comi
- Gutsoon! Entertainment
- Icarus Publishing
- ICEkunion
- Infinity Studios
- JManga
- Media Blasters
- PictureBox
- Redlight Manga
- Studio Ironcat
- wirepop

## Ba Lan
- Japonica Polonica Fantastica (từ năm 1996)
- Waneko (từ năm 1999)
- Hanami (từ năm 2006)
- Studio JG (từ năm 2007)
- Kotori (từ năm 2012)
- Yumegari Lưu trữ ngày 23 tháng 11 năm 2016 tại Wayback Machine (từ năm 2012)
- Ringo Ame Lưu trữ ngày 16 tháng 11 năm 2016 tại Wayback Machine (từ năm 2014)
- Dango (từ năm 2015)

### Không còn hoạt động
- Taiga (2013 - 2015)
- Saisha (2003 - 2005)
- Kasen (2002 - 2008)
- Mandragora (2001 - 2008)
- Egmont (vẫn còn hoạt động nhưng một thời gian dài không xuất bản manga)

## Bồ Đào Nha
- ASA
- Bertrand
- Devir Mangá
- Edicões Mangaline
- Meribérica/Líber
- Planeta DeAgostini
- Texto Editora

### Tiếng Bồ Đào Nha của người Brasil
- Conrad Editora
- Editora Animangá
- Editora Escala
- Editora JBC
- Editora Talismã
- Panini Comics
- NewPop Editora
- Nova Sampa
- Abril
- Astral comics
- Arrow-Ray

## Đan Mạch
- Alpha Entertainment
- Carlsen manga
- Egmont Serieforlaget
- Mangismo

## Đức
- Carlsen Comics
- Tokyopop
- Egmont Manga & Anime
- Panini Comics
- Heyne Manga
- Kazé Manga
- Schreiber & Leser
- Schwarzer Turm
- Butter & Cream
- J-Store
- Cursed Side
- Studio-izm
- Fireangels
- MangaSutra
- Epsilon Verlag
- Dojinshi

## Hà Lan
- Glenat
- Kana
- Xtra

## Hungary
- Mangafan
- Mangattack
- Fumax

## Indonesia
- Acolyte Inc.
- 3Lancar Comics
- Elex Media Komputindo
- Erlangga
- Level Comics
- M&C Comics

## Malaysia
- Art Square Group
- Comics House
- Tora Aman
- Superior Comics
- Komik Remaja
- Arena
- Umbra
- PCM comics
- Manga Boom

## Nga
- Comics Factory
- Comix-ART
- Sakura Press
- Eksmo
- AST (publisher)
- Alt Graph
- XL Media
- Istari Comics Publishing
- PalmaPress
- RIM

## Nhật Bản
- Akaneshinsha
- Akita Shoten
- ASCII Media Works
- Bunkasha
- Bushiroad
- Bungeishunjū
- Core Magazine
- Chuokoron Shinsha
- Daitosha
- Enterbrain
- Fujimi Shobo
- Fusosha (扶桑社)
- Futabasha
- Gakken
- Gentosha
- Hakusensha
- Hayakawa Publishing
- Houbunsha
- Ichijinsha
- Issuisya
- Kaiohsha
- Kadokawa Shoten
- Kobunsha
- Kodansha
- Mag Garden
- MediaWorks
- Nihon Bungeisha
- Ohzora Publishing
- Sansai Books
- Shinshokan
- Shinchosha
- Shodensha
- Shogakukan
- Shobunkan
- Shonen Gahosha
- Shonen Jump
- Shueisha
- Square Enix
- Tokuma Shoten
- Tokodo
- Ushio Shuppan
- Wani Books

## Pháp
- Ankama
- Akata/Delcourt
- Asuka
- Atomic Club (không còn hoạt động)
- Casterman
- Delcourt
- Doki-Doki (Bamboo Édition)
- Dybex (đã dừng kinh doanh manga trong 2006) (Bỉ)
- Editions H
- Editions Muffins
- Shuppan Manga
- Gekko
- Glénat
- J'ai lu (đã dừng kinh doanh manga trong 2006)
- Kabuto
- Kami
- Kana
- Kazé
- Ki-oon
- Kurokawa
- Panini Manga
- Pika Édition
- Ototo
- Samji
- SeeBD (defunct)
- Shogun City
- Soleil
- Taïfu Comics
- Tonkam
- Végétal Manga Shoten, tên mới Vegetal Shuppan vào năm 2006

## Phần Lan
- Editorial Ivrea
- Egmont Kustannus
- Kustannus Jalava
- Like Kustannus
- Pauna Media Group
- Punainen jättiläinen
- Sangatsu Manga

## Tamil
- Ranglee Publications

## Tây Ban Nha

### Tây Ban Nha
- Norma Editorial
- Planeta DeAgostini
- Editorial Ivrea
- Milky Way Ediciones
- ECC Ediciones
- Tomodomo Ediciones
- Milky Way Ediciones
- Panini Comics
- Astiberri
- Ponent Mon
- La Cupula
- Herder
- Fandogamia Editorial
- Gallonero
- RandomHouse Mondadori
- Quaterni
- Yowu Entertainment
- DKO

#### Không còn tồn tại
- Editores de Tebeos (trước đây là Glenat)
- Ediciones Mangaline
- Ediciones Mangaland

### Argentina
- Editorial Ivrea
- LARP Editores
- Editorial OVNI Press
- Utopía Editorial
- Deuxstudio Editorial

#### Không còn tồn tại
- Camelot Mikoshi

### Mexico
- Panini Comics México
- Editorial Kamite

#### Không còn tồn tại
- Editorial Vid México
- Editorial Toukan

## Thái Lan
- Vibulkij Comics
- Nida Publishing
- Nation Edutainment
- Comics Publications Co., Ltd.
- Bongkoch
- Siam Inter Comics
- luckpim publishing
- ANIMAG Comics
- Dexpress
- Zenshu Comics (Rose Media and Entertainment)

## Thụy Điển
- Bonnier Carlsen
- Egmont Kärnan
- Ordbilder Media

## Trung Quốc

### Chữ Hán phồn thể
- Daran Comics (hoặc Daran Culture Enterprise) (không còn hoạt động) (Đài Loan)
- Kadokawa Comics Taiwan (Đài Loan)
- Nhà xuất bản Đông Lập (Đài Loan)
- Ever Glory Publishing (Đài Loan)
- Sharp Point Publishing (Đài Loan)
- King Comics Hong Kong (Hồng Kông)
- Culturecom Comics (Hồng Kông)
- Jade Dynasty (Hồng Kông)
- Jonesky (Hồng Kông)
- Kwong's Creations Co Ltd
- Rightman Publishing Ltd

### Chữ Hán giản thể
- Nhà xuất bản Sáng Nghệ (Singapore)
- WitiComics (Hồng Kông)

## Úc
- AlphaManga Comic
- Hellfun Publishing

## Việt Nam
- Nhà xuất bản Kim Đồng
- Nhà xuất bản Trẻ
- IPM
- Amak Books
- Uranix
- Wings Books (NXB Kim Đồng)
- Hikari Light Novel (Thaihabooks)
- Sky Comics (AZ Việt Nam)
- Tsuki Manga (AZ Việt Nam)
- Daisy Comics (AZ Việt Nam)
- Mori Manga (AZ Việt Nam)
- Meibooks (AZ Việt Nam)
- Hcomic (AZ Việt Nam)
- Eta Comics (Waka)

### Không còn hoạt động
- Vàng Anh Comics
- TVM Comics
- TABooks

## Ý
- Coconino Press
- d/world
- De Agostini
- DisneyManga
- Dynit
- Flashbook
- Free Books
- GP publishing
- Hazard Edizioni
- J-pop manga
- Kappa Edizioni
- Magic Press
- Panini Comics
- Planeta DeAgostini
- PlayPress
- Ronin Manga
- Star Comics
- Yamato Edizioni